# بدورته كامن (باركشير)
بدورته كامن (بالإنجليزية: Padworth Common)‏ هي قرية تقع في المملكة المتحدة في جنوب شرق إنجلترا.